# Rehaut
Un rehaut est un ensemble de marques (touches, hachures) de pigments clairs (gouache, craie) servant à rehausser, c’est-à-dire éclaircir par endroits, un dessin, croquis ou lavis exécuté à l'aide de pigments sombres.
Souvent blancs, ils permettent d'obtenir du blanc sur un support teinté et, plus généralement, d'accuser les lumières et de donner du relief.

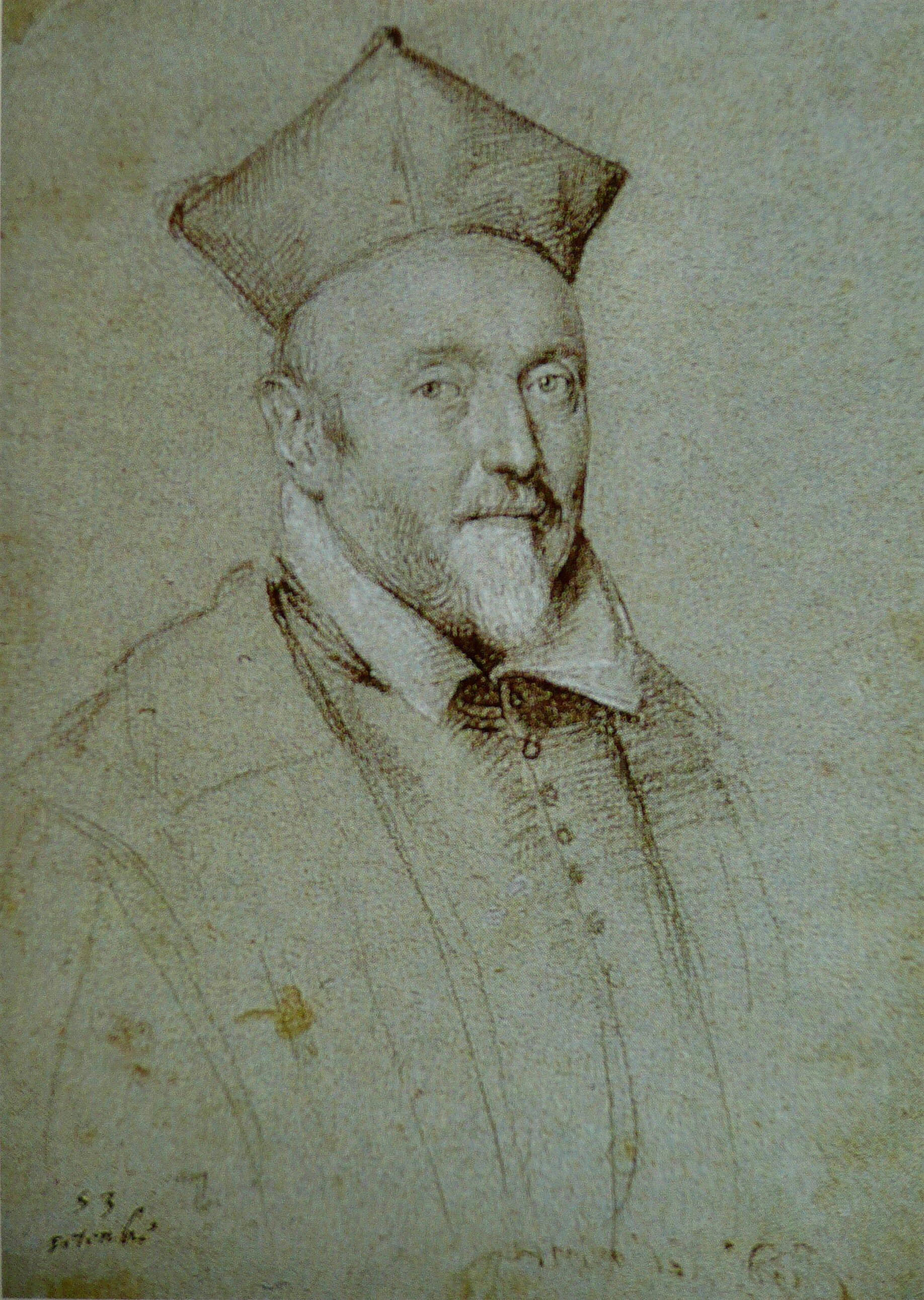
Ottavio Leoni, Portrait du cardinal Francesco Maria del Monte (1616) : craie noire avec rehauts de blanc sur papier bleu.